# Vítek (planetka)
(30253) Vítek je planetka obíhající v hlavním pásu mezi Marsem a Jupiterem. 30. dubna 2000 ji v Ondřejově objevili Peter Kušnirák a Petr Pravec.
Planetka je pojmenovaná po českém vědci, odborníku v oblasti kosmonautiky a popularizátorovi vědy Antonínu Vítkovi (1940–2012).